# Marin Bego
Marin Bego (Split, 16. studenoga 1881. — Zagreb, 24. rujna 1960.) je bio hrvatski pripovjedač, romanopisac, novelist i putopisac. Po struci je bio odvjetnik.
Otac je Vojislava Bege, hrvatskog akademika, profesora emeritusa i redovnog profesora Fakulteta elektrotehnike u Zagrebu.

## Životopis
Rodio se je u Splitu 1881. godine. Pučke je škole pohađao u nekoliko gradova: u rodnom Splitu, Šibeniku i Kninu. Za srednje školovanje imao je klasičnu gimnaziju koju je pohađao u Sinju i Splitu. U Beču i Zagrebu studirao je pravo. U Zagrebu je prvi put doktorirao 1909., a u Lavovu drugi put, 1912. godine. 
Poslije studija bio je na sudskoj praksi u Trstu i Rovinju. Radio je kao odvjetnik u nekoliko gradova: kraće vrijeme u Trstu, Voloskom, Pazinu i rodnom Splitu. 
Prevodio je s latinskog i grčkog. 
Napisao je i knjigu putopisa Niz našu obalu. Knjiga je doživjela tri izdanja: dva u Splitu (1912. i 1979) i jedno u Zagrebu (1944). Nema mnogo putopisa u našoj književnosti koji su doživjeli tri ili više izdanja. Zanimljivo je zagrebačko izdanje putopisa. Ne samo da je to prošireno izdanje, već je to izdanje ukrašeno s devet crteža različitih gradova, koji se obrađuju u putopisima. Jedan od tih crteža odnosi se na Trst, dao ga je slikar Bruno Bulić, rođeni Tršćanin. 
Dok je boravio u Trstu, bio je urednikom lista Balkana od 1908. do 1909. godine. Od 1910. izdavao je kalendar Jadran zajedno s Milutinom Cihlarom Nehajevim.

## Djela
Djela Marina Bege:
- S mora, 1911.
- Niz našu obalu, 1912.
- Novele, 1916.
- U očekivanju, 1917.
- Eva: deset odabranih novela, 1925.
- Vječna varka: roman iz splitskog života, 1928.
- Djeca ulice: drama iz suvremenog života u tri čina s predigrom, 1943.

## Vanjske poveznice
- Marin Bego, Hrvatski biografski leksikon